# 衣架星團

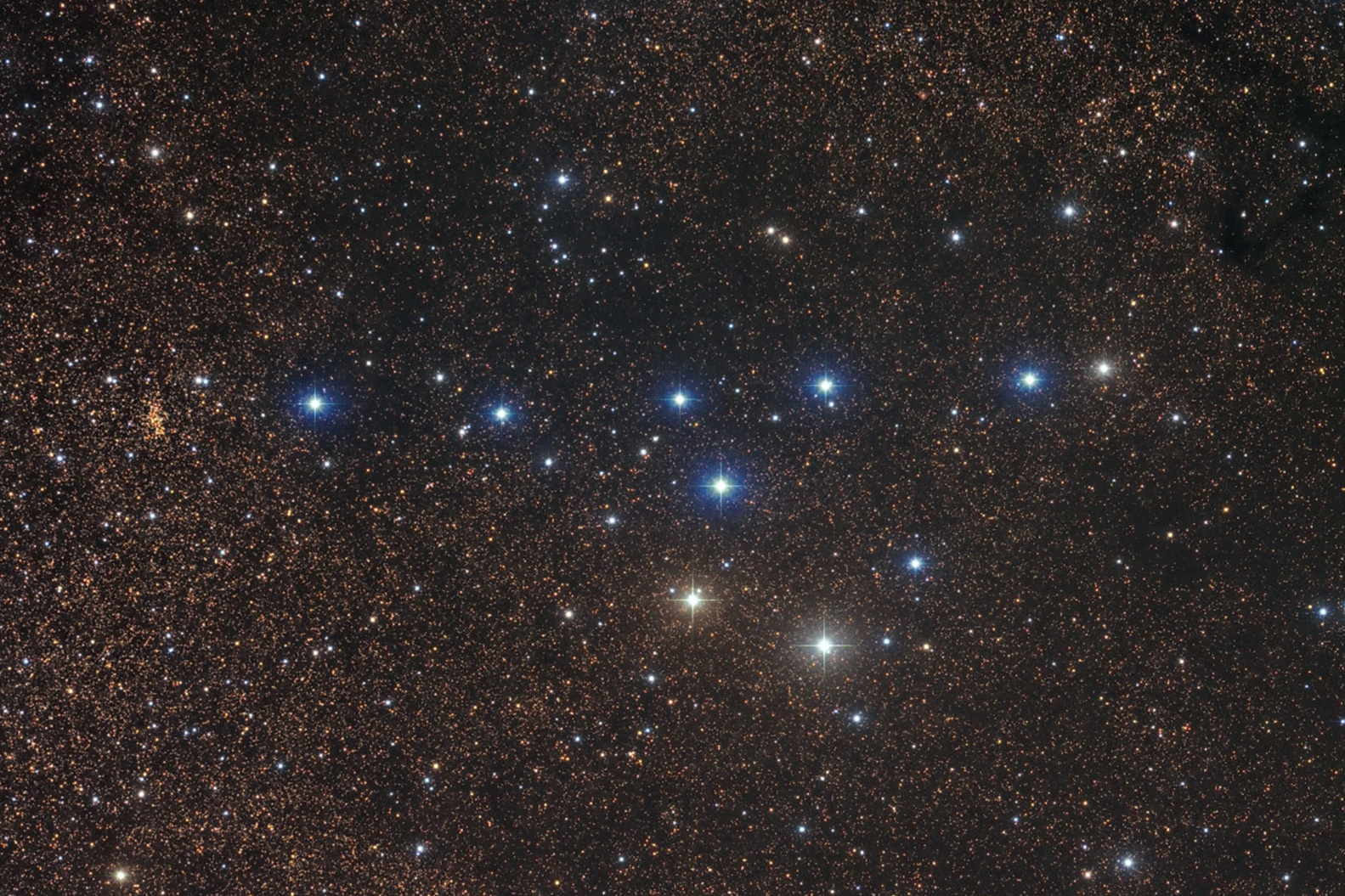
布洛契星團和它周圍的那些恆星。

衣架星群正式的名稱是布洛契星團，也稱為Cr 399（科林德399）或 蘇菲的星群。它是位於狐狸座邊界處，靠近天箭座隨機分布的一群恆星。這些隨機排列的恆星組成了一個小星群。

## 歷史
早在西元964年，波斯天文學家蘇菲在他的恆星之書中就描述了這個星群。
在17世紀，義大利天文學家喬瓦尼·巴蒂斯塔·奧迪耶納也獨立的重新發現它。
在1920年代，美國變星觀測者協會（AAVSO）的業餘天文學家和製圖員達爾梅羅·法蘭西斯·布羅奇，繪製了這個星群的圖用於校準光度計。
在1931年，瑞典天文學家佩爾·科林德將它列入編輯的科林德目錄，編號為Cr 399，並歸類為疏散星團 。

## 狀態
近年來，這個星群的位階發生了變化。在20世紀大部分的時間裡，它被視為一個星團。然而，從各種標準來看，1970年的一項研究得出的結論是只有6顆最亮的星形成一個實際的星團。在1998年以來，幾項基於1997年最新發表的依巴谷衛星測量視差和自行資料，各自獨立的研究都確認這些恆星根本不是星團，只是一個偶然的隨機排列組合。

## "衣架"

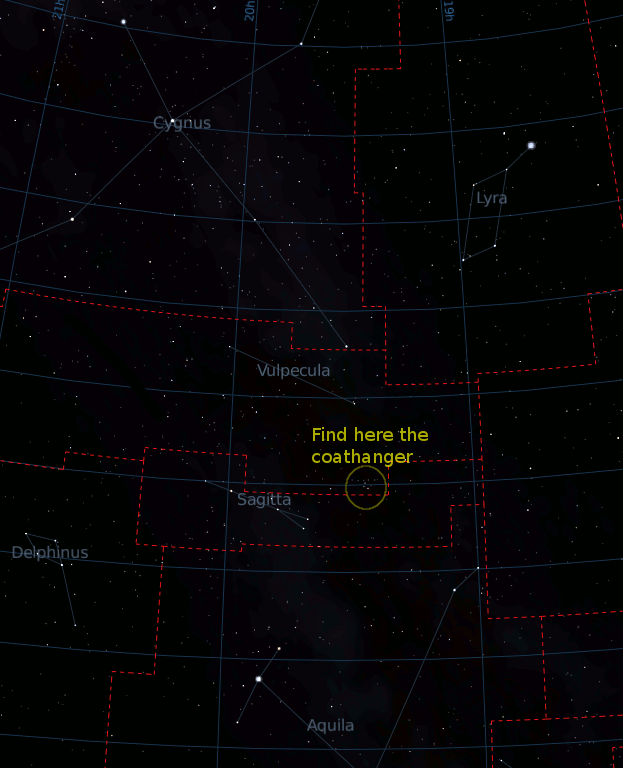
如何找到”衣架星群”：在牛郎星與織女星的連線距離上，在距離牛郎星三分之一處。即狐狸座內靠近天箭座的邊界處。

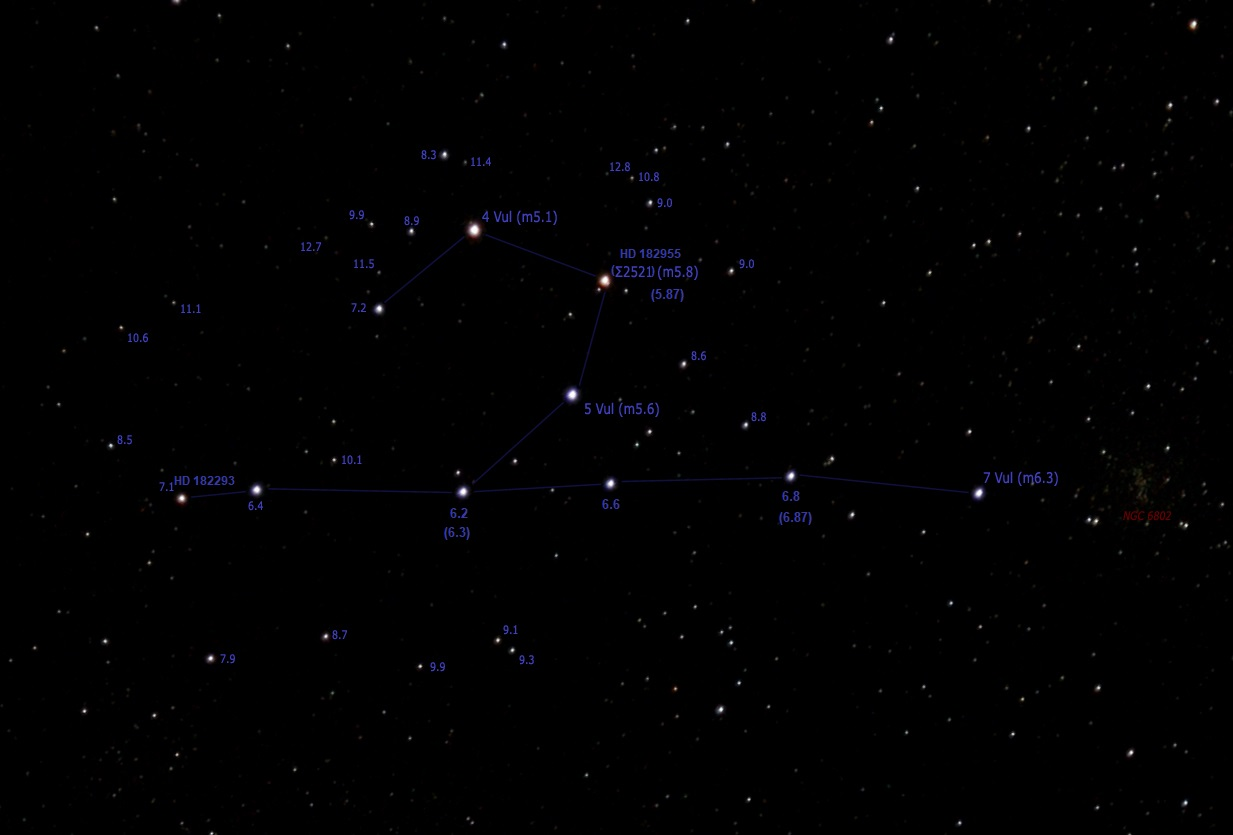
標示出較亮恆星的識別和視星等的衣架星群（布洛契33）。

這個星群由10顆視星等在5-7等的恆星組成明顯的"衣架"形狀：6顆星排成一直線，4顆星在南方形成"鉤子"。另外，在附近的30顆左右黯淡的恆星也被認為具有關聯性。
在黑暗的天空下，用肉眼看衣架是一塊不能解析的光斑；通常雙筒望遠鏡或低倍率的天文望遠鏡就能看出衣架星群的形狀。最好的尋找方法是從牛郎星（天鷹座α）朝向織女星（天琴座α）劃一條假想的直線，在線上朝織女星前去路線的三分之一處，在銀河的黑暗區域中很容易發現這個星群。在7月到8月間，在北緯20° 以北的地區最適合觀賞，可以看見它倒掛在最高處（如本頁右上角的圖）。在這個緯度以南，掛鉤在6顆直列恆星的南側。
因為在望遠鏡視野的小區域中，星群附近的恆星有各種不同的星等量級。這個星群以及附近微弱的暗星，是測量小望遠鏡性能很有用的量表。
以下依據赤經排序的10顆恆星表單，是衣架星群最主要的成員。它們彼此間的距離差異很大，只有HD 182422、HD 183261和左旗增六（狐狸座7）的距離可能比次比較接近。
HD 183261和左旗增六最接近地球，距離大約是1,100光年，兩星相距大約超過6光年。加上距離大約是1,180光年的HD 182422，它與HD 183261相隔約20光年，和左旗增六的距離則超過25光年。相較之下，太陽和最接近的毗鄰星距離只略大於4光年。
| 名稱      | 視星等 (V) | 光譜類型 | 距離（光年）   |
| --------- | ---------- | -------- | -------------- |
| HD 182293 | 7.111      | K3IVp    | 354+12 −11     |
| HD 182422 | 6.398      | B9.5V    | 1200+307 −203  |
| HD 182620 | 7.166      | A2V      | 580+38 −34     |
| HD 182761 | 6.303      | A0V      | 409+42 −35     |
| 左旗增四  | 5.16       | K0III    | 271.6+7.4 −7.0 |
| 左旗增五  | 5.594      | A0V      | 237.7+6.0 −5.7 |
| HD 182955 | 5.87       | M0III    | 613+41 −36     |
| HD 182972 | 6.629      | A1V      | 1354+295 −205  |
| HD 183261 | 6.875      | B3II     | 2237+1589 −656 |
| 左旗增六  | 6.327      | B5Vn     | 1160+240 −170  |

## 星表資料
- 名稱：布洛契399（Collinder 399）
- 赤經：19h 25m 24s
- 赤緯：+20° 11' 00"
- 星等：3.6（目視）
- 直徑：～60'
- 最亮的星：5.19（目視）

## 外部連結
- Brocchi's Cluster, Collinder 399 @ SEDS
- Astronomy Picture of the Day: Collinder 399: The Coat Hanger （页面存档备份，存于）
- 每日一天文圖：掛衣架 （页面存档备份，存于）
- 每日一天文圖：衣架星群 （页面存档备份，存于）
- Collinder 399：The Coat Hanger - LRGB CCD image （页面存档备份，存于）